# أولوف بالمه

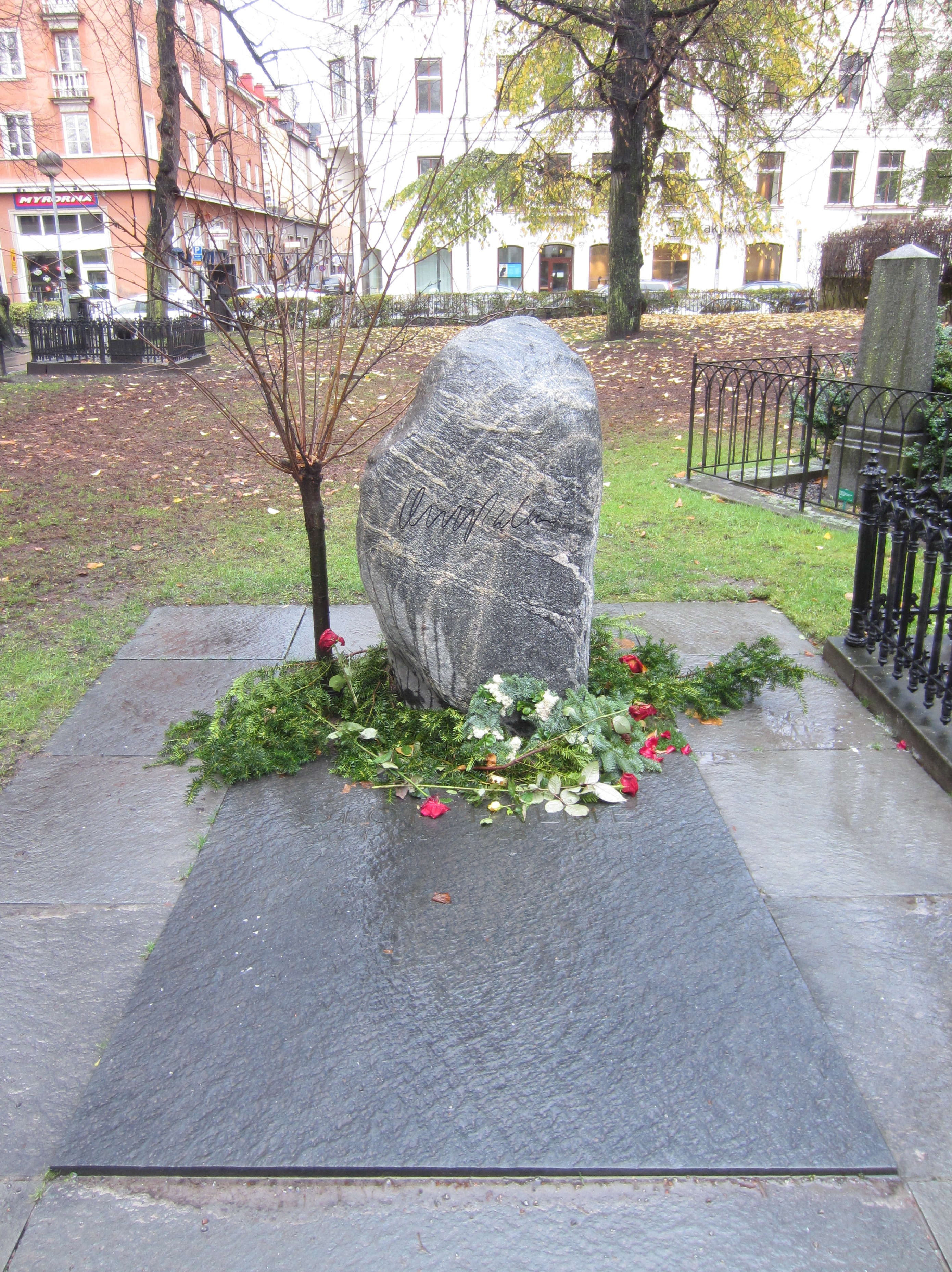
قبر أولوف بالمه في مدينة ستوكهولم

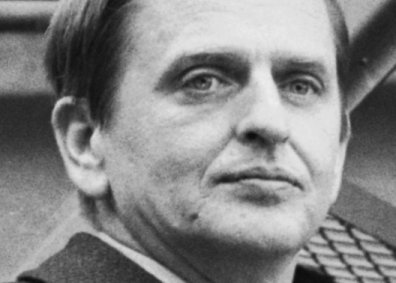

أولوف بالمه (بالسويدية: Olof Palme) (30 يناير 1927 - 28 فبراير 1986) سياسي سويدي، زعيم حزب العمل الاجتماعي الديمقراطي منذ سنة 1969. رئيس وزراء السويد بين 1969 و1976، أعيد انتخابه سنة 1982
اشتهر دولياً بمواقفه الجريئة وصراحته الشديدة في ما يخص كثير من القضايا الدولية مثل قضايا السلام والديموقراطية والتفاهم الدولي والأمن المشترك. في 28 فبراير 1986، وكان لا يزال يشغل منصب رئيس الوزراء، تعرض لحادث اغتيال قتل فيه بطلقات نارية عند خروجه من السينما بصحبة زوجته. كتلميذ قديم لرئيس الوزراء السويدي تاج إيرلاندر، واستلم رئاسة وزراء السويد مرتين مترئسًا مجلس الملكة الخاص مذ عام 1969 حتى عام 1976 وحكومة مجلس الوزراء منذ عام 1982 حتى وفاته. شهدت الهزائم الانتخابية في انتخابات عامي 1976 و1979 نهاية الهيمنة الديمقراطية الاشتراكية في السياسة السويدية، التي شهدت 40 عامًا من حكم الحزب المتواصل. شارك في المصالح المحلية والدولية بينما كان زعيمًا للمعارضة، وعمل وسيطًا خاصًا للأمم المتحدة في الحرب العراقية الإيرانية، وكان رئيسًا للمجلس الشمالي في عام 1979. عاد رئيسًا للوزراء بعد الانتصارات الانتخابية في عامي 1982 و1985.
كان بالمه شخصية محورية ومستقطبة في الداخل وكذلك في السياسة الدولية منذ الستينيات من القرن العشرين. تمسك بسياسة عدم الانحياز تجاه القوى العظمى، ورافقه دعم للعديد من حركات تحرير العالم الثالث بعد إنهاء الاستعمار بما في ذلك الدعم، الأكثر إثارة للجدل، الاقتصادي والصريح لعدد من حكومات العالم الثالث. كان أول رئيس حكومة غربي يزور كوبا بعد الثورة التي حدثت فيها، وألقى كلمة في سانتياغو مدح فيها الثوريين الكوبيين والكمبوديين المعاصرين.
انتقد بالمه السياسة الأمريكية الخارجية والسوفيتية في كثير من الأحيان، ولجأ إلى الانتقاد الشديد والمستقطب في كثير من الأحيان في تحديد مقاومته للطموحات الإمبريالية والأنظمة السلطوية، بما في ذلك تلك التي وضعها فرانشيسكو فرانكو من إسبانيا، وليونيد بريجنيف من الاتحاد السوفيتي، وأنطونيو دي أوليفيرا سالازار من البرتغال وغوستاف هوساك من تشيكوسلوفاكيا، وذلك بالإضافة إلى جون فورستر وبيتر ويليم بوتا من جنوب إفريقيا. تسببت إدانته في تفجيرات هانوي في عام 1972، ولا سيما مقارنة التكتيك بمعسكر تريبلينكا للإبادة، إلى تجميد مؤقت في العلاقات بين السويد والولايات المتحدة.

## مسيرته
هو شخصية يسارية عرف عنها تأييدها لجميع حركات التحرر ولا سيما القضية الفلسطينية وعرف بعلاقاته الوطيدة مع الرئيس الراحل صدام حسين والرئيس الكوبي فيدل كاسترو والرئيس الفلسطيني الراحل ياسر عرفات والذي وجه له دعوة لزيارة ستوكهولم في عام 1983 مما أثار غضب الإسرائيليين آنذاك.

### الاغتيال
أقدم مجهول على قتله في 28 فبراير 1986 عند الساعة الحادية عشرة ليلا، أثناء خروجه من دار عرض سينمائي في إحدى الجادات الكبرى للعاصمة السويدية عائداً إلى منزله برفقة زوجته ليزبت.

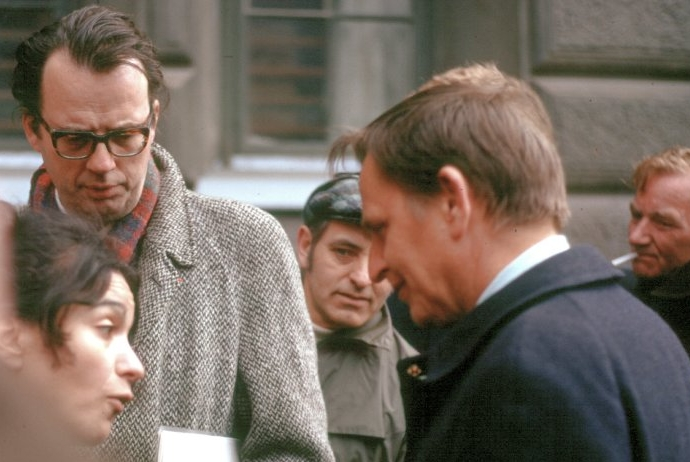
أولوف بالمه سنة 1973

رغم الجهد المضني والمتواصل الذي بذلته الأجهزة الأمنية والقضاء السويديين، وقد تمثلّ آخر خيط لدى القضاء السويدي باعتقال المتهم السويدي كريستر بيترسون، وهو لص سكير، ومن ثمّ إطلاق سراحه بالبراءة بعد الإستئناف بعد عام، لعدم كفاية الأدلة.
اعترف كريستر بيترسون في رسالة حررها صديق له وأرسلت إلى صحيفة سويدية بأنه هو مرتكب الجريمة،  سقط على الإسفلت ما أدّى إلى فشل في المخ ثم وفاته في 29 سبتمبر 2004 وحادثة وفاته بهذه الطريقة زاد الأمر أكثر غرابة.
بعض النظريات تشير إلى أن مرتكبي جريمة القتل هي أجهزة الاستخبارات التابعة لجمهورية جنوب إفريقيا بسبب مواقف أولوف المناهضة لسياسة الفصل العنصري التي كان يعاني منها السكان الأفارقة السود. البعض الآخر اتهم وكالة المخابرات المركزية أو أجهزة المخابرات البريطانية بسبب بروز مواقف الرئيس أولوف المكافحة لليبرالية الجديدة، التي كانت مدعومة من إدارة رونالد ريغان ومارغريت ثاتشر.

## العمل السياسي
عُيِّن بالمه من قبل رئيس الوزراء الديمقراطي الاشتراكي تاج إيرلاندر في عام 1953 للعمل في أمانته. كان عضوًا في مجلس إدارة رابطة الشباب الديمقراطي الاشتراكي السويدية منذ عام 1955، وألقى محاضرات في كلية رابطة الشباب بومرشفيك. كان أيضًا عضوًا في رابطة العمال التعليمية.
انتُخب عضوًا في البرلمان في عام 1957 ومثل مقاطعة يونشوبينغ في المجلس الثاني المنتخب مباشرة (أندرا كامارين) في الريكسداغ (البرلمان السويدي). أصبح بالمه عضوًا في وكالة المساعدة الدولية في أوائل الستينيات من القرن العشرين، وكان مسؤولًا عن التحقيقات في تقديم المساعدة إلى البلدان النامية والمساعدة التعليمية. أصبح عضوًا في مجلس الوزراء في عام 1963 بمنصب وزير بدون حقيبة وزارية في مكتب مجلس الوزراء، واحتفظ بواجباته كمستشار سياسي مقرب لرئيس الوزراء تاج إيرلاندر. أصبح وزيرًا للنقل والاتصالات في عام 1965.
كانت هناك مسألة ذات أهمية خاصة له تتمثل في زيادة تطوير الإذاعة والتلفزيون مع ضمان استقلالهما عن المصالح التجارية. أصبح وزيرًا للتعليم في عام 1967، وتعرض في العام التالي لانتقادات قوية من الطلاب اليساريين الذين احتجوا على خطط الحكومة للإصلاح الجامعي. بلغت الاحتجاجات ذروتها باحتلال مبنى اتحاد الطلاب في ستوكهولم، فذهب بالمه إلى هناك وحاول إرضاء الطلاب، وحثهم على استخدام الأساليب الديمقراطية لتحقيق قضيتهم. انتُخِب بالمه قائدًا جديدًا من قبل مؤتمر الحزب الديمقراطي الاشتراكي عندما استقال زعيم الحزب تاج إيرلاندر في عام 1969 وخلفه في رئاسة الوزراء.
قُتل برنت كارلسون، تلميذ بالمه وحليفه السياسي الذي عُيِّن مفوض الأمم المتحدة لناميبيا في يوليو 1987، في تفجير طائرة بان آم الرحلة 103 فوق لوكربي باسكتلندا في 21 ديسمبر 1988 وهو في طريقه إلى حفل توقيع الأمم المتحدة على اتفاقيات نيويورك في اليوم التالي.
قيل إن بالمه كان ذا تأثير عميق على عواطف الناس، وكان ذا شعبية كبيرة بين اليساريين، لكنه كُرِه بشدة من معظم الليبراليين والمحافظين. يعود سبب ذلك في جزء منه إلى أنشطته الدولية، وخاصة تلك الموجهة ضد السياسة الخارجية للولايات المتحدة، وفي الجزء الآخر إلى أسلوبه في النقاش العدواني والصريح.

## روابط خارجية
- أولوف بالمه على موقع IMDb (الإنجليزية)
- أولوف بالمه على موقع الموسوعة البريطانية (الإنجليزية)
- أولوف بالمه على موقع مونزينجر (الألمانية)
- أولوف بالمه على موقع ميوزك برينز (الإنجليزية)
- أولوف بالمه على موقع إن إن دي بي (الإنجليزية)
- أولوف بالمه على موقع ديسكوغز (الإنجليزية)
- أولوف بالمه على موقع قاعدة بيانات الفيلم (الإنجليزية)